# Wikłacz maurytyjski
Wikłacz maurytyjski (Foudia rubra) – gatunek małego ptaka z rodziny wikłaczowatych (Ploceidae). Występuje endemicznie na Mauritiusie. Zagrożony wyginięciem.

## Morfologia
Samiec ubarwiony jest podobnie jak samiec wikłacza komorskiego (F. eminentissima), jednakże posiada smuklejszy dziób oraz jasnooliwkową pierś i brzuch. Kantarek i okolice oczu czarne, przechodzą w czarny pas nad pokrywami usznymi. Wymiary dla samca z Muzeum Brytyjskiego: całkowita długość 13,9 cm, w tym dzioba 1,6 cm i ogona 4,3 cm, skrzydło 6,9 cm, skok 2,1 cm. Samica podobna do samicy wikłacza czerwonego (F. madagascariensis), jednakże od spodu bardziej oliwkowozielona, białe obrzeżenia pokryw skrzydłowych szersze. Wymiary dla samicy z Muzeum Brytyjskiego: całkowita długość 12,7 cm, w tym dzioba 1,6 cm i ogona 4 cm, skrzydło 6,9 cm, skok 1,9 cm.

## Zasięg występowania
Foudia rubra zasiedla łączny teren 12 km² w południowej części Mauritiusa; w pozostałej został wytępiony. Próby wprowadzenia tego gatunku na pobliską wyspę Round Island nie powiodły się. Środowisko życia stanowią nizinne lasy i plantacje do wysokości 800 m n.p.m.

## Lęgi

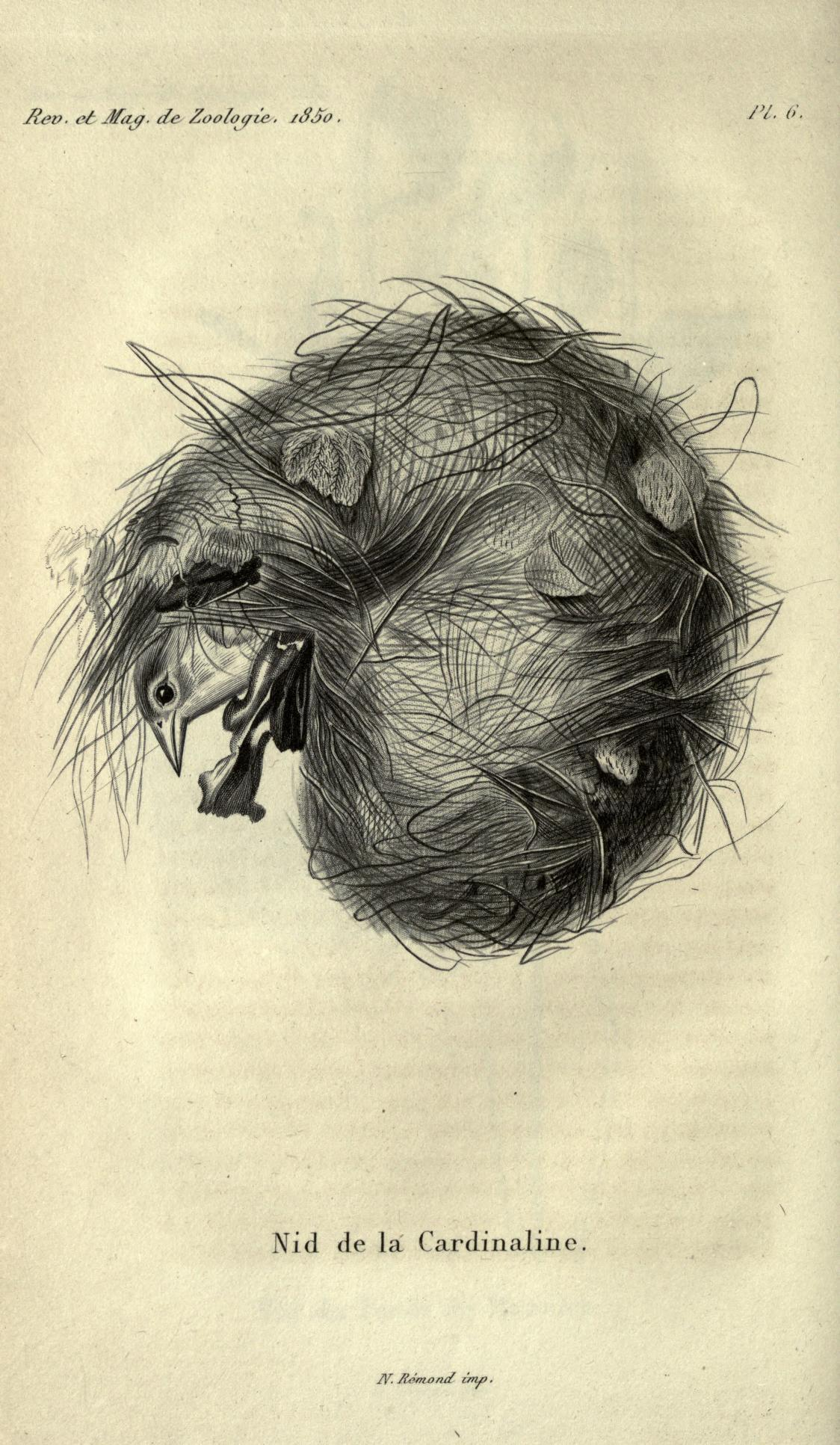
Gniazdo wikłacza maurytyjskiego, ilustracja z 1850 r.

Gniazdo umieszczone jest około 1,5–4,5 m nad ziemią. Stanowi je konstrukcja z liści, traw, mchu i innych materiałów zawieszona na zewnętrznej gałęzi drzewa lub krzewu, z wejściem od spodu. Ptaki wyściełają je piórami. W lęgu trzy jaja o jasnoniebieskiej barwie i wymiarach około 2×1,39 cm.

## Status i zagrożenia
Przez IUCN wikłacz maurytyjski klasyfikowany jest jako gatunek zagrożony wyginięciem (EN, Endangered). W roku 1975 populacja zaczęła gwałtownie spadać i zmniejszyła się z 247–260 par do około 106–122 par w roku 2001. Od 1994 roku gatunek klasyfikowany był jako krytycznie zagrożony (CR), w roku 2009 klasyfikację zmieniono na zagrożonego. W 2008 roku liczebność wynosiła ok. 140 osobników, zaś we wrześniu 2011 roku już 217 osobników. Na rok 2013 populacja szacowana jest na nie więcej niż 170 osobników dorosłych.
W latach 70. XX wieku na Mauritiusie prowadzono wylesianie pod plantacje, co znacznie zmniejszyło potencjalny zasięg tego gatunku. Do obniżenia sukcesu lęgowego przyczyniły się wprowadzone szczury oraz makaki krabożerne (Macaca fascicularis). Ptaki wprowadzone w 2010 roku na Round Island w ciągu dwóch lat zostały całkowicie wytępione przez węże Casarea dussumieri. Wikłacz maurytyjski zasiedla trzy tereny uznane za ostoje ptaków IBA, z czego jeden częściowo pokrywa się z Parkiem Narodowym Black River Gorges.